# NGC 5408
NGC 5408 is een onregelmatig sterrenstelsel in het sterrenbeeld Centaur. Het hemelobject ligt 16 miljoen lichtjaar van de Aarde verwijderd en werd in juni 1834 ontdekt door de Britse astronoom John Herschel. Het sterrenstelsel is geassocieerd met een middelgroot zwart gat, NGC 5408 X-1, dat een zeer sterke bron van röntgenstraling is.

## Synoniemen
- MCG -7-29-6
- ESO 325-47
- TOL 116
- IRAS 14002-4108
- PGC 50073